# NGC 3908
NGC 3908 је елиптична галаксија у сазвежђу Лав која се налази на NGC листи објеката дубоког неба.
Деклинација објекта је + 12° 11' 11" а ректасцензија 11h 49m 52,6s. Привидна величина (магнитуда) објекта NGC 3908 износи 15,4 а фотографска магнитуда 16,4. NGC 3908 је још познат и под ознакама NPM1G +12.0292, PGC 36967.